# Forme trace
Pour les articles homonymes, voir Trace.
En mathématiques la forme trace est un concept associé à la théorie de Galois et à la théorie algébrique des nombres.
Si L est une extension finie d'un corps commutatif K, la forme trace est la forme bilinéaire symétrique sur le K-espace vectoriel L, qui fait correspondre au couple (x, y) la trace de l'application linéaire t ↦ xyt, de L dans L.
Dans le cas d'un anneau d'entiers algébriques d'un corps de nombres (c'est-à-dire d'une extension finie du corps ℚ des rationnels), la forme trace possède une propriété remarquable : son déterminant ne dépend pas de la base choisie. Cette propriété permet de définir le discriminant d'un tel anneau.
La forme trace, à travers la notion de discriminant, permet d'établir des démonstrations d'arithmétique comme la finitude du groupe des classes d'idéaux ou le théorème des unités de Dirichlet.

## Définition et exemple

### Définition 1
Ici, K est un corps commutatif, L une extension finie, α un élément de L et φα l'endomorphisme du K-espace vectoriel L qui, à x, associe αx.
- La trace de L sur K de l'élément α est la trace de l'endomorphisme φα. Elle est en général notée TrL/K(α).

Ceci permet de définir une forme bilinéaire symétrique sur le K-espace vectoriel L :
- La forme trace de L sur K est l'application de L × L dans K qui, à (x, y), associe la trace de xy.

### Exemple 1
Le corps ℚ(i) des rationnels de Gauss est le corps quadratique constitué des nombres de la forme z = x + iy, où x et y sont des rationnels et i l'unité imaginaire. Dans la base (1, i), la matrice de φz est :
donc la trace de z (relative à l'extension) est le double de sa partie réelle.
On en déduit, si a (resp. b) est un rationnel de Gauss égal à α + iβ (resp. γ + iδ) et Ψ désigne la matrice dans la base (1, i) de la forme trace :

## Propriétés de la trace
Le premier énoncé concerne le cas où L est une extension simple K(α). Les racines d'un polynôme unitaire sont considérées ici dans une extension où il est scindé, et sont répétées en cas de multiplicité (leur somme est donc l'opposé du coefficient sous-dominant de ce polynôme).
Lien avec les éléments conjugués — Si λ1, λ2, …, λn désignent les racines du polynôme minimal de α sur K alors, pour tout polynôme Q à coefficients dans K,
Cette première propriété permet d'établir les comportements diamétralement opposés de la forme trace, selon que l'extension est séparable (ci-dessous) ou ne l'est pas (plus loin) :
Cas séparable — Si L est une extension séparable de K et si S désigne l'ensemble des K-plongements de L dans une sur-extension normale alors :
- {\displaystyle \forall m\in K\quad {\text{Tr}}_{L/K}(m)=\sum _{\sigma \in S}\sigma (m)}[1] ;
- la forme trace de L sur K est non dégénérée[2].

Alternativement, le second point se déduit immédiatement de la propriété suivante, utile par ailleurs :
Lien avec le discriminant d'un polynôme — Si α est algébrique de degré n, alors le déterminant de la matrice de la forme trace dans la base (1, α, α2, … , αn – 1) de K(α) est égal au discriminant du polynôme minimal de α.
Le calcul immédiat de la trace d'une matrice par blocs permet d'établir :
Grâce à la première propriété, on en déduit :
Cas non séparable — Si L est une extension non séparable de K alors la forme trace de L sur K est identiquement nulle.

## Discriminant d'un anneau

### Définition 2
Dans cette partie, A désigne un anneau intègre dont le groupe additif est un ℤ-module libre de rang fini n. La définition ci-dessous s'applique aussi à tout sous-anneau (non nécessairement unifère) de A, qui est encore un ℤ-module libre, de rang fini inférieur ou égal à n.
Les matrices de changement de base de ces modules étant dans un groupe linéaire sur ℤ, leurs déterminants valent ±1. Le changement de base d'une forme bilinéaire ne modifie pas le déterminant, ce qui donne un sens à la définition suivante :

Le discriminant ΔA de l'anneau A est le déterminant de sa forme trace.
L'anneau OK des entiers algébriques d'un corps de nombres K de degré n est le prototype de cette situation (cf. § « Propriétés noethériennes » de l'article « Entier algébrique »). En notant σ1, … , σn les plongements de K dans ℂ (ou dans une extension normale de K) et (b1, … bn) une ℤ-base quelconque de OK,
car TrK/ℚ(bibj) = ∑k σk(bibj) = ∑k σk(bi)σk(bj) = ∑k Bki Bkj = (tBB)ij
où tB désigne la transposée de la matrice B. Donc det(TrK/ℚ(bibj)) = det(tBB) = det(B)2.

### Exemple 2
Si d ≠ 1 est un entier sans facteur carré, l'anneau des entiers du corps quadratique K = ℚ(√d) est OK = ℤ[ω] avec ω = (1 + √d)/2 si d est congru à 1 modulo 4, et ω = √d sinon (√d désignant l'une des deux racines carrées de d, dans ℂ si d < 0). Une base de ce ℤ-module est (1, ω) donc, en notant σ(ω) l'élément conjugué de ω :
En effet, ω – σ(ω) est égal à √d si d est congru à 1 modulo 4 et à 2√d sinon.
Pour d = –1, on trouve ainsi que le discriminant de l'anneau ℤ[i] des entiers de Gauss est égal à –4, qui est bien le déterminant de la matrice Ψ de l'exemple 1 ci-dessus.
On calcule de même, plus généralement, le discriminant de ℤ[ω] pour n'importe quel entier algébrique ω (cf. § « Discriminant et polynôme » ci-dessous).

### Propriétés

#### Discriminant et polynôme
Soient a un entier algébrique et ℤ[a] la ℤ-algèbre engendrée par a. Une propriété ci-dessus de la trace montre que :

Le discriminant de ℤ[a] est égal au discriminant du polynôme minimal de a.
Par exemple, le discriminant de ℤ[i], égal à –4 (§ « Exemple 2 » ci-dessus), est égal au discriminant du polynôme X2 + 1, qui est le polynôme minimal de i.

#### Discriminant d'un idéal
Soit J un idéal non nul de A. Son groupe additif est un ℤ-sous-module libre de rang égal au rang n de A puisque J contient le sous-module αA, de rang n, pour n'importe quel α non nul dans J. On définit sa norme N(J) comme la valeur absolue du déterminant d'une base de J dans une base de A. De la formule de changement de base pour une forme bilinéaire, on déduit alors immédiatement :

Le discriminant d'un idéal non nul J de A est donné par la formule suivante :
{\displaystyle {\text{discr}}(J)=(N(J))^{2}~{\text{discr}}(A).}

Le même argument montre que dans un corps de nombres K de degré n, pour qu'un sous-anneau de OK de rang n soit égal à l'anneau tout entier, il est suffisant (mais non nécessaire : cf. cas d ≢ 1 mod 4 de l'exemple 2 ci-dessus) que son discriminant soit sans facteur carré ; par exemple pour K = ℚ(ξ) où ξ est une racine de X3 – X – 1, ceci prouve que OK est réduit à ℤ[ξ], dont le discriminant vaut (d'après le § précédent) –(4(–1)3 + 27(–1)2) = –23.

#### Critère de ramification
Soient (comme dans le § « Définition 2 » ci-dessus) K un corps de nombres et OK son anneau des entiers. C'est un anneau de Dedekind donc tout idéal y est produit, de façon unique, d'idéaux premiers, en particulier tout idéal engendré par un entier relatif.

On dit qu'un nombre premier p est ramifié dans K si, dans la décomposition pOK = P1e(1) … Pke(k) où les Pi sont des idéaux premiers distincts dans OK, au moins un e(i) est strictement supérieur à 1.
Lorsque K est un corps quadratique ou cyclotomique ou, plus généralement, un corps monogène (en), c'est-à-dire lorsque OK est de la forme ℤ[a], ceci a donc lieu exactement quand p divise le discriminant de OK (cf. § Discriminant et polynôme ci-dessus). Plus généralement :
Théorème — Un nombre premier est ramifié sur un corps de nombres K si et seulement s'il divise le discriminant ΔOK.
En particulier, sur tout corps de nombres K, il n'y a qu'un ensemble fini de nombres premiers ramifiés. De plus, si K est différent de ℚ, il y en a toujours au moins un d'après le théorème suivant, démontré dans l'article sur le groupe des classes à l'aide du théorème de Minkowski :
Ce théorème prouve en effet que si n > 1 alors |ΔOK| > 1, puisque la norme d'un idéal non nul vaut au moins 1 et que (par récurrence) pour tout n ≥ 2, (π/4)n/2nn/n! > 1.